# Лиска гігантська
Лиска гігантська (Fulica gigantea) — водоплавний птах родини пастушкових, що мешкає в Андах.

## Опис
Це найбільший представник родини лисок і другий за розміром представник родини пастушкових після такахе. Довжина тіла гігантської лиски становить 48–64 см. Дорослі особини гігантської лиски втрачають здатність до польоту. Дорослі самці важать до 2,7 кг, дорослі самки важать 2,03–2,4 кг. Гігантські лиски чорного кольору, їх дзьоб жовто-біло-червоний, "бляшка" на лобі жовтого кольору. Ноги гігантської лиски червоні, що нехарактерно для її роду.

## Поширення
Гігантська лиска мешкає на андському плато Альтіплано, від центрального Перу через західну Болівію до північного сходу Чилі і крайнього північного заходу Аргентини. Вона мешкає поблизу гірських озер, на висоті більш ніж 3500 м над рівнем моря.

## Розмноження
Як і рогата лиска, гігантська лиска моногамна. Пари будують гігантські гнізда у високогірних озерах. Однак, на відміну від рогатої лиски, гігантська лиска робить гнізда з водної рослинності і, оскільки є територіальною. ніколи не утворює колоній. Гнізда лиски можуть досягати 4 м в діаметрі і 60 см в висоту. Яйця біло-коричнуватого кольору, інкубація триває близько місяця. За пташенятами доглядають батьки.

## Збереження
Оскільки загроз для популяції цього виду небагато, МСОП вважає цей вид таким, що не потребує особливого збереження.

## Галерея

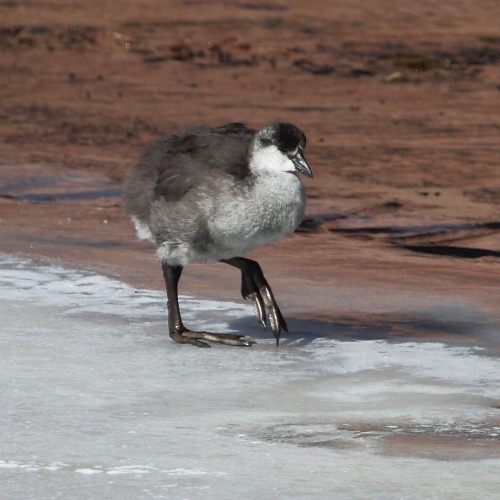
Пташеня
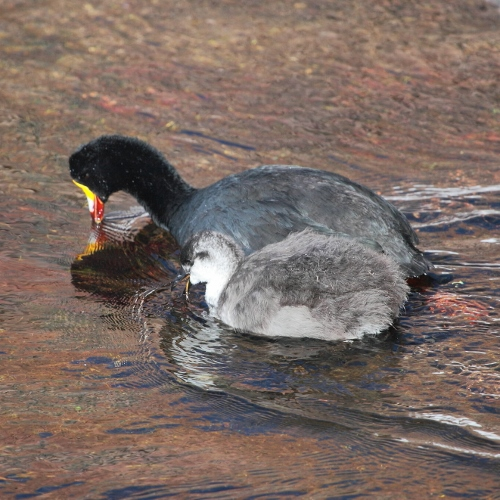
Дорослий птах і пташеня
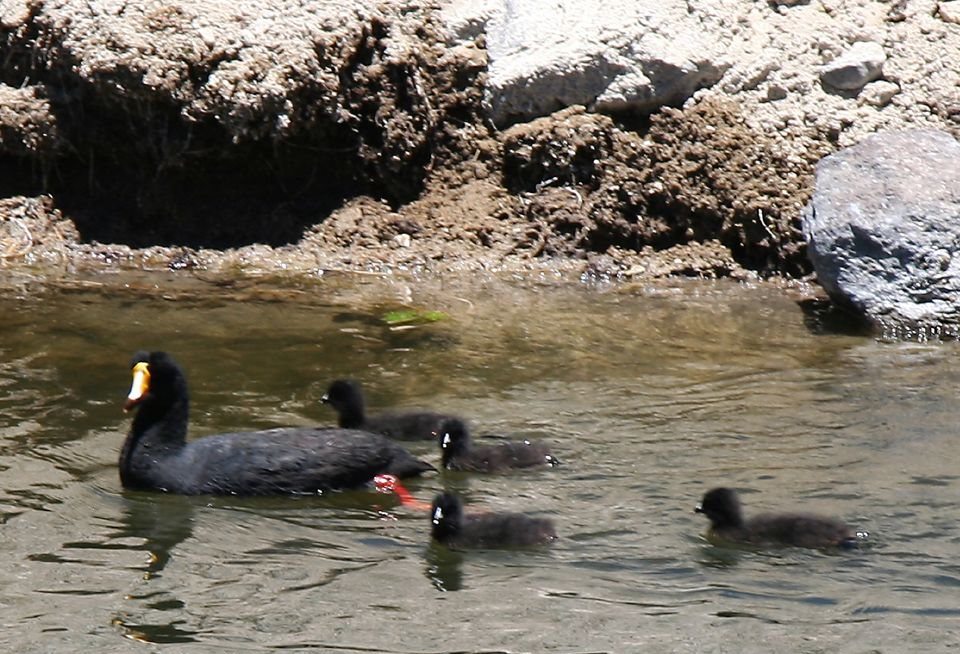
Гігантська лиска і кілька пташенят
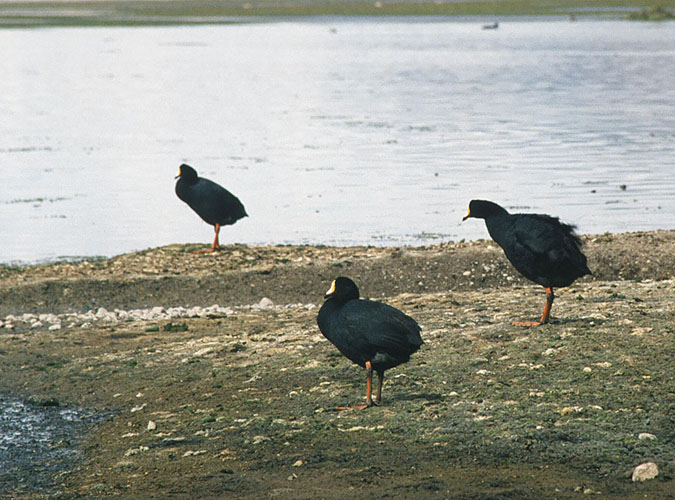
Кілька дорослих гігантських лсок відпочивають в парку Чунгара, на крайньому півночі Чилі.